# 家の裏でマンボウが死んでるP
家の裏でマンボウが死んでるP（いえのうらでマンボウがしんでるピー）は、日本の姉弟音楽ユニット。SPEEDSTAR RECORDSに所属していた。2023年現在、フリーランスで活動している。

## メンバー
タカハシ ヨウ
音楽担当。
竜宮 ツカサ（りゅうぐう ツカサ）
イラスト担当。タカハシヨウの実姉。

## 来歴
2009年7月12日、タカハシヨウが「家の裏でマンボウが死んでるP」を名乗ってニコニコ動画に「家の裏でマンボウが死んでる」を投稿する。この曲を投稿するにあたってタカハシは竜宮ツカサにイラストを依頼し、以後、タカハシが音楽、竜宮がイラストを担当する形で動画投稿サイトを中心に活動するようになる。
2012年2月7日、ニコニコ生放送の配信中にメジャー・デビューすることを発表し、4月25日にSPEEDSTAR RECORDSからデビューアルバム『My Colorful Confuse』を発売した。なお、活動当初、「家の裏でマンボウが死んでるP」はタカハシヨウの個人名義であり、竜宮ツカサは「マンボウの姉」としてタカハシの曲のイラストを手がけていたが、メジャー・デビューを機に竜宮がアートワーク担当の絵師としてメンバーに加わり、「家の裏でマンボウが死んでるP」はタカハシと竜宮のユニット名義に変更された。
その後、2012年7月12日に、七夕伝説を背景にした3部作「星のとなりの空け者」をニコニコ動画に投稿する。
音楽活動以外にも活動範囲を広げ、2013年1月から『ガンガンONLINE』にて原作: タカハシヨウ 作画: 竜宮ツカサによる漫画「浮かれバケモノの朗らかな破綻」の連載を開始。同時に漫画のテーマソングをニコニコ動画にアップ。
2013年1月9日に講談社BOXからタカハシヨウが書いた小説版「クワガタにチョップしたらタイムスリップした」が発売（イラストは竜宮ツカサ）。
2020年4月にタカハシヨウがtwitterにてビクターミュージックアーツを退所したことを報告した。
2024年12月23日、音楽活動の休止を表明。

## 音楽性
一風変わったタイトルと、そのタイトルからは想像できない結末を見せる独特の詞世界で人気を集める。投稿動画1作目である「家の裏でマンボウが死んでる」は50万以上の再生回数を記録し、投稿動画の総再生回数も500万回を超える。
楽曲とイラストの制作については、まずタカハシがタイトルと歌詞を作り、それを受けて竜宮がイラストを作成する。そして竜宮がイラストを描く間にタカハシが作編曲を行い、最後に2人の作業を合わせて作品を完成させるという手法を取っている。
タカハシは、自分が影響を受けた音楽家としてBUMP OF CHICKENとthe pillowsを挙げている。また、タイトルや楽曲のストーリーについては『劇場版 クレヨンしんちゃん』の影響を受けているとも発言している。

## ディスコグラフィー

### アルバム
| 枚  | 発売日        | タイトル            | 規格品番                                    |
| --- | ------------- | ------------------- | ------------------------------------------- |
| 1st | 2012年4月25日 | My Colorful Confuse | VIZL-468（初回限定盤） VICL-63861（通常盤） |

## 楽曲提供・参加作品
- 『EXIT TUNES PRESENTS GUMitive from Megpoid(Vocaloid)』（EXIT TUNES、2011年9月7日発売）
  - 「クワガタにチョップしたらタイムスリップした」を提供
- 『EXIT TUNES PRESENTS Supernova6』（EXIT TUNES、2011年9月21日発売）
  - 「おでこに生えたビワの性格が悪い」を提供
- 『EXIT TUNES PRESENTS 煌千紫万紅大雅宴 feat.神威がくぽ』（EXIT TUNES、2011年10月5日発売）
  - 「先週、肝臓が腎臓にフラれたらしい」を提供
- 『V love 25〜Aperios〜』（BinaryMixx Records、2011年11月16日発売）
  - 「クワガタにチョップしたらタイムスリップした」を提供
- 『EXIT TUNES PRESENTS GUMish from Megpoid(Vocaloid)』（EXIT TUNES、2011年12月21日発売）
  - 「キッチンでカッパがタニシ茹でてる」を提供
- 『VOCALO APPEND feat.初音ミク』（FARM RECORDS、2012年1月11日発売）
  - 「消火器がダンディーで気が利く場合」を提供
- 『JAZZIN' FOR VOCALOID 〜covers〜』（FARM RECORDS、2012年2月15日発売）
  - MAKKIによる「粘着系男子の15年ネチネチ」を収録
- 『Happy Party☆彡 - VOCALOID(tm)3 Megpoid(GUMI) -』（ヤマハミュージックコミュニケーションズ、2012年3月14日発売）
  - 「クワガタにチョップしたらタイムスリップした」を提供[13]
- 『しんがー・そんぐ・らいてぃんぐ(LOiD-03)』（ビクターエンタテインメント、2012年3月28日発売）
  - タカハシヨウによる「クワガタにチョップしたらタイムスリップした」を収録
- 『伊東健人の「俺がMCすることになった番組、ラノベにMVつけるとか言ってるんだが！？」』（KADOKAWA、2022年3月17日放送）
  - 「【朗報】俺の許嫁になった地味子、家では可愛いしかない。」のイメージ曲『笑顔を結ぶ花』を提供。作詞：氷高悠、イラスト：たん旦[14]。

## イラスト・動画提供作品
- 『100%GUMI宣言!－Megpoid VIDEO CLIP COLLECTION + LIVE [DVD]』（エイベックス・マーケティング、2012年3月14日発売）
  - 「クワガタにチョップしたらタイムスリップした」PVを収録
- 『Counteraction -V-Rock covered Visual Anime songs Compilation-』（ビクターエンタテインメント、2012年5月23日発売）
  - ジャケットイラスト提供[15]

## 関連書籍

### 漫画
- 浮かれバケモノの朗らかな破綻（スクウェア・エニックス 『ガンガンONLINE』 2013年1月連載開始、単行本 2013年8月22日 ISBN 978-4-7575-4039-2）

### 小説
- クワガタにチョップしたらタイムスリップした（講談社BOX 2013年1月9日 ISBN 978-4-06-283823-8）
- 人間の分際で悩むな 超能力者に放課後を捧ぐ（MF文庫J　2014年2月 ISBN 978-4-04-066319-7）

## 出演番組

### ラジオ
- 家の中で生きてるラジオ（2013年4月 FM横浜およびニコニコ生放送）（タカハシヨウのみ）
- wktkの枠（2012年5月、JFN系11局およびニコニコ生放送） - 期間限定コーナー担当（タカハシヨウのみ）
- 真夜中のbayfmでマンボウが死んでるP（2012年5月、bayfm）